# Louis Braun

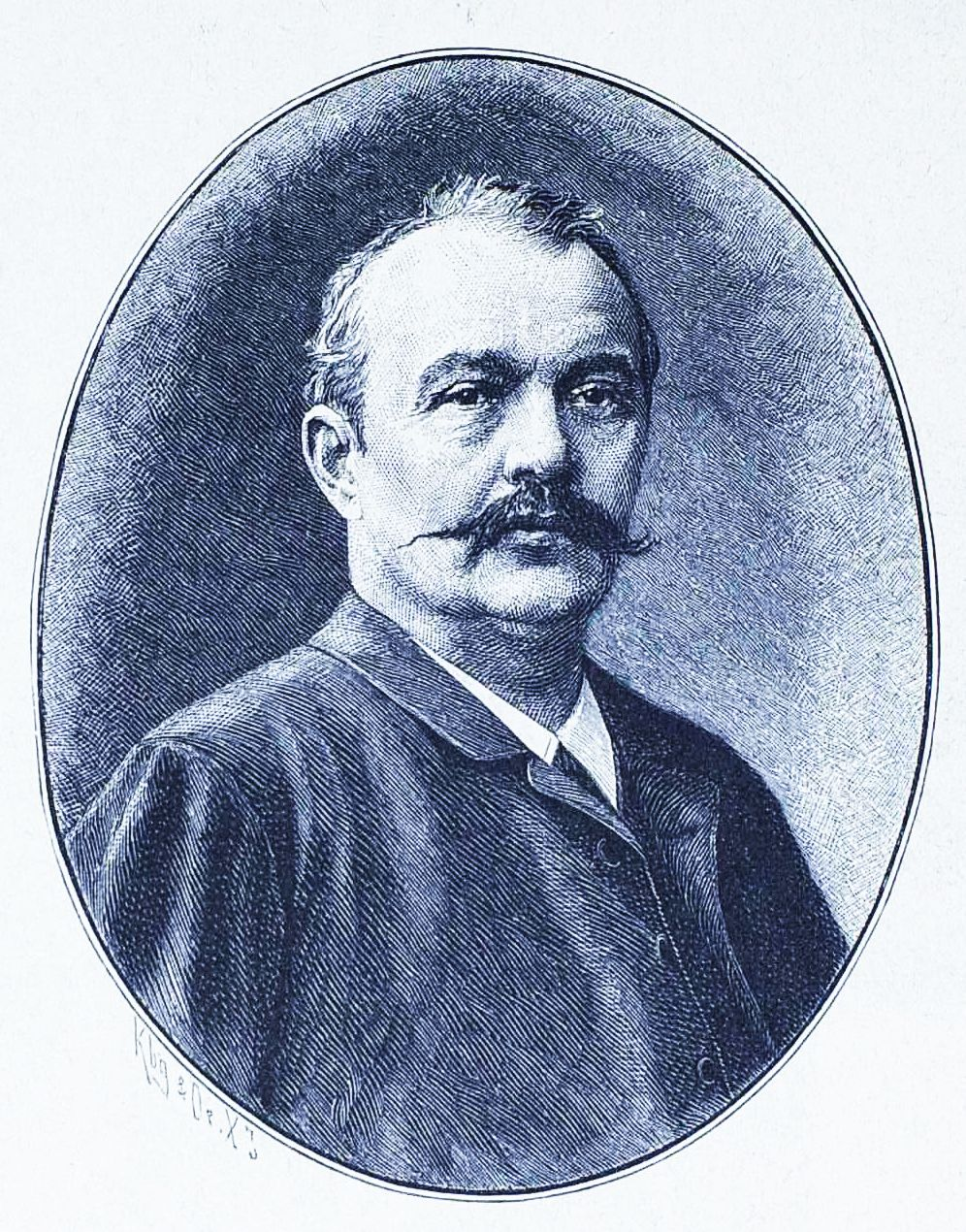
Louis Braun (1884).

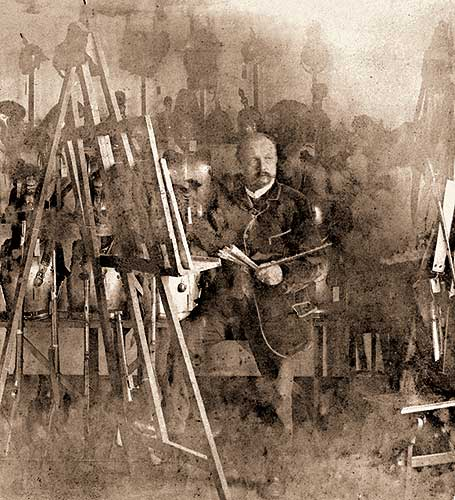
Louis Braun, malend im Atelier.

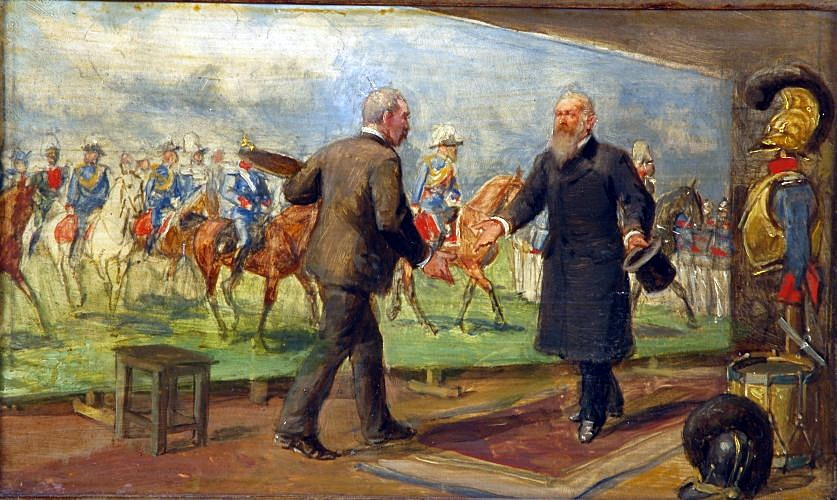
Prinzregent Luitpold besucht 1896 den Maler Louis Braun, bei Fertigung seines Großgemäldes „Parade auf dem Oberwiesenfeld“

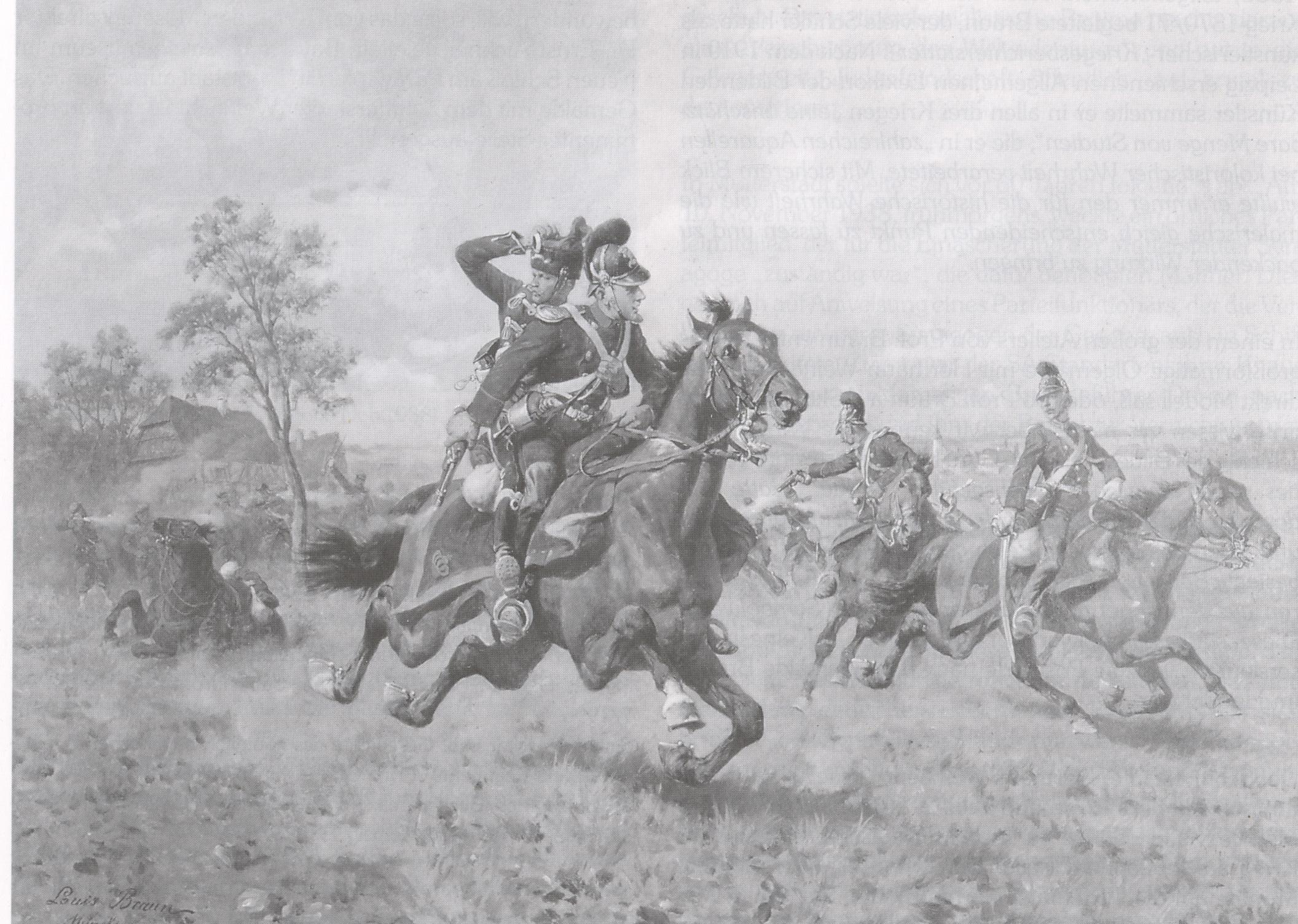
Louis Braun „Gefecht bei Stürzelbronn“, 1. August 1870; ein sehr bekanntes Gemälde. Es stellt die Rettung eines preußischen Husaren durch den bayerischen Chevauleger Hermann Weinacht dar. Die patriotische Szene wurde oft vervielfältigt und auch als Postkartenmotiv verwendet.

Louis Braun, Taufname Ludwig Braun (* 23. September 1836 in Schwäbisch Hall; † 18. Februar 1916 in München), war ein bekannter und bedeutender Historienmaler. Er zählt zu den berühmtesten deutschen Militärmalern. Er war auch Professor an der Münchener Kunstakademie.

## Leben und Werk
Louis Braun studierte erst am Polytechnikum, dann an der Kunstschule zu Stuttgart. 1857 wurde er in Stuttgart Mitglied des Corps Stauffia. 1859 ging er nach Paris, wo er Schüler von Horace Vernet wurde, der auch deutlichen Einfluss auf sein späteres Schaffen ausübte, und 1860 nach München.
Im Deutsch-Dänischen Krieg von 1864 begleitete Louis Braun die österreichischen Truppen. Er fertigte eine Reihe von Aquarellen mit Kampfeindrücken und drei Schlachtenbilder im Auftrag Kaiser Franz Josephs. Graf Hunolstein, ein kunstsinniger Adeliger, beauftragte Braun daraufhin mit der Schaffung eines Gemäldezyklus zur Geschichte seiner Familie. Der Kunstmaler führte diesen Auftrag in Nürnberg aus. Hier ließ er sich von der mittelalterlichen Stadt stark inspirieren und malte auch das „Turnier von Nürnberg“, ein Ereignis aus dem Jahre 1496. Braun begab sich in den Feldzügen 1866 und 1870–71 studienhalber, und um Eindrücke zu sammeln, auf die Kriegsschauplätze. Er spezialisierte sich mehr und mehr auf die Militärmalerei. Im Auftrag des Großherzogs Friedrich Franz II. von Mecklenburg fertigte der Künstler mehrere Szenen aus dem Kampfgeschehen des 2. Preußischen Reservekorps von 1866, die wegen ihrer „großen Lebendigkeit und flotten Behandlung des Themas“ Anerkennung fanden. Danach erhielt Braun den Auftrag einen Fries am Rathaus von Ulm zu gestalten. Zahlreiche Gemälde fertigte Louis Braun auch über Ereignisse aus dem Deutsch-Französischen Krieg 1870/71, teilweise wieder im Auftrag des Herzogs von Mecklenburg, der zu seinen Bewunderern gehörte. Die diesbezüglichen Bilder wurden später oft in den einschlägigen Gedenkwerken über diesen Waffengang verwendet und machten den Künstler sehr populär. Später malte er auch noch einen aus 23 Bildern bestehenden Zyklus über die Kämpfe der Bayerischen Armee 1870–71, von ihrem Ausmarsch bis zu ihrem feierlichen Einzug in München. Brauns bekannteste Kriegsbilder von 1870/71 sind: „Schlacht bei Wörth“, „Kapitulation von Sedan“, „Angriff der Württemberger Kürassiere am Mont Mesly vor Paris“, „Einzug der mecklenburgischen Truppen in Orleans“ und „Einzug der deutschen Armee in Paris“.
Schließlich wandte sich Louis Braun der gerade in Mode gekommenen Kunstform der monumentalen Panoramabilder zu. Dieses Genre ist seit Einführung der Lichtspielhäuser praktisch völlig verschwunden und kann als Vorläufer der Kinos angesehen werden. In kreisrunden Gebäuden wurden Monumentalgemälde auf der umlaufenden Wand angebracht, die quasi keinen Anfang und kein Ende besaßen. Oft hatten diese Bilder riesige Dimensionen von über 100 Metern Länge und 10–20 Metern Höhe, was gigantische und fast lebensnahe Eindrücke hervorrief. Die Ausstellungs-Rotunden waren meist ca. 15–20 m hoch und hatten einen Durchmesser von etwa 30–35 m. Innen erreichten die Besucher durch einen schmalen Gang eine in der Mitte des Raumes stehende Plattform. Ohne künstliche Beleuchtung wurde das Bild von der gläsernen Decke her beleuchtet. Vorbeiziehende Wolken oder sonstige Wettererscheinungen konnten daher die Erscheinung des Kunstwerkes stark verändern bzw. beleben. Den Bereich zwischen Plattform und Gemälde füllten zumeist thematisch passende Gegenstände (Waffen, Tierpräparate, Pflanzen, Uniformgegenstände etc.) aus, um den Übergang vom zweidimensionalen Bild zum dreidimensionalen Raum möglichst unauffällig zu gestalten. Die Trennung von Bild und Raum sollte möglichst aufgehoben sein, um die Illusion von Realität zu erzeugen. Die Betrachter waren dem Gemälde von allen Seiten ausgesetzt und in das Geschehen förmlich mit einbezogen. Braun malte 1879/80 für Frankfurt am Main das Panoramabild „Die Schlacht von Sedan“. Es war 122 Meter lang und 15 Meter hoch. Gleichartige Kunstwerke – immer mit dem Bau einer zugehörigen, runden Ausstellungshalle verbunden – fertigte er 1882 für München („Schlacht von Weissenburg“), 1883 für Dresden („Erstürmung von St. Privat“), 1884 für Leipzig („Kavallerieattacke von Mars-laTour oder Bredows Todesritt“), 1893/94 für die Plakatgesellschaft Zürich („Schlacht bei Murten“). Der Erfolg dieser Bilder war – auch in finanzieller Hinsicht – so gewaltig, dass sich Louis Braun fortan fast ausschließlich diesem Metier widmete.
1882 erwarb Braun die sanierungsbedürftige Burg Wernfels, renovierte sie und schuf im dortigen Rittersaal auch Historiengemälde.
Braun, der nach München übersiedelt war, errichtete in dieser Zeit für seine Panoramabilder auf der dortigen Theresienhöhe ein Atelier in Form und Größe einer Ausstellungsrotunde und beschäftigte einen ganzen Stab von Kunstmalern und Hilfskräften, die ihm zuarbeiteten. Allein die Leinwand für ein solches Kunstwerk wog mehrere Tonnen. Für die Panoramen suchte der Künstler die Originalschauplätze auf und informierte sich wie ein moderner Berichterstatter bei den Soldaten und Augenzeugen. Seine Schöpfungen sind Bildreportagen, die ein Höchstmaß an Authentizität in der Darstellung bieten.
Zusammen mit dem Malerkollegen Hans von Petersen gestaltete Louis Braun in München ein großes Panorama über die deutschen Kolonien. Braun malte die Figuren, Petersen, der gerade aus Afrika kam, die Landschaftsszenen. Die Arbeit gelang in nur 3 Monaten und die erste Präsentation des 115 m langen Gemäldes erfolgte am 17. Dezember 1885 in Berlin, Wilhelmstraße, in einer neu errichteten Rotunde. Das Monumentalbild zeigte inmitten detaillierter Tropenlandschaften die deutschen Truppen in Kamerun 1884 beim Erstürmen einer feindlich besetzten Anhöhe. Ende 1887 wechselte das Gemälde nach Dresden, 1889 bis 1891 wurde es in München gezeigt. Wie an den vorigen Standorten war die Ausstellungshalle hier mit afrikanischen Pflanzen und Accessoires exotisch ausgeschmückt, der Zulauf war sehr stark und die Ausstellung blieb über längere Zeit der Publikumsmagnet schlechthin. Am 6. April 1890 berichtet das Münchner Fremdenblatt darüber: „Es bestätigt sich immer mehr, durch den von Monat zu Monat gesteigerten Besuch, daß durch die im Panorama ausgestellten, bildlichen Darstellungen aus Deutsch-Afrika einem wirklichen Bedürfnisse nach populärwissenschaftlicher Information Rechnung getragen wurde.“ An den Osterfeiertagen 1890 überschritten die Besucherzahlen wegen ermäßigten Eintritts die Aufnahmekapazität der Ausstellungshalle. Selbst die sozialdemokratische „Münchener Post“ vom 10. Juni 1890 äußerte anerkennend: „…das eigenartige landschaftliche Bild fesselt jeden Besucher und bietet auch vom wissenschaftlichen Standpunkte aus viel Belehrendes und Sehenswertes.“
Durch die fortschreitende Filmtechnik nahm das Interesse an den Panoramaausstellungen rapide ab. Brauns Atelierrotunde auf der Theresienhöhe in München brannte 1915 nach Brandstiftung nieder und wurde nicht wieder aufgebaut. Von den vielen Panoramabildern Brauns ist aktuell keines mehr zugänglich, die meisten sind komplett zerstört oder verschollen. Einziges teilweise zugängliches Monumentalpanorama des Künstlers ist die 1893/94 gefertigte „Schlacht bei Murten“. Das Bild befand sich bis 1918 in Zürich in einer speziell dafür gebauten Rotunde und wurde nach Schließung der Ausstellung 1919 billig an die Gemeinde Murten verkauft, dort aber nie aufgehängt. Interessenten bekamen es immer nur fragmentarisch ausgerollt zu sehen; die runde Ausstellungshalle in Zürich – zuletzt eine Autogarage – hat man 1928 abgebrochen.
Ende des 20. Jahrhunderts erkannte man den Wert von Brauns Schöpfung und restaurierte das Gemälde von 1996 bis 2002. Danach wurde es im Jahre 2002, auf der schweizerischen Ausstellung Expo.02, erstmals seit über 80 Jahren wieder komplett gezeigt, dann aber erneut eingelagert. Pläne für einen dauerhaften Aufbau der Attraktion sind vorhanden. Es existiert ein ausführliches, neuzeitliches Schrifttum und eine detaillierte Webseite darüber.
Seit 1889 war Louis Braun Kunstprofessor an der Münchner Akademie. In 10-jähriger Arbeit schuf er die Illustrationen zu dem militärischen Standardwerk: „Die Organisation, Bekleidung, Ausrüstung und Bewaffnung der königlich Bayerischen Armee, von 1806 bis 1906“. Er starb 1916 und wurde auf dem alten Nordfriedhof in München beigesetzt. Das Grab ist noch erhalten.

## Nachruhm
Im Hällisch-Fränkischen Museum in Schwäbisch Hall ist Louis Braun eine eigene Ausstellung gewidmet. Die Stadt hat auch eine Straße nach ihm benannt.

## Familie
Brauns älterer Bruder, Reinhold Braun (1821–1884), lebte ebenfalls als renommierter Kunstmaler in München, stand jedoch deutlich im Schatten des weitaus berühmteren Louis. Er war es jedoch, der dem später berühmten Bruder in der Jugend das Malen beigebracht hatte. Reinhold Braun galt als anerkannter Spezialist für Pferdedarstellungen. Die von ihm übernommene Leidenschaft für jene Tiere ist bei Louis Brauns Werken deutlich festzustellen. Auch seine Pferdedarstellungen sind zahlreich, prägen die meisten Bilder und sind stets von besonderer Ausdruckskraft.
Der Bildhauer und Leichtathlet Hanns Braun (1886–1918) war Brauns Sohn; er starb als Flieger im Ersten Weltkrieg. Am Grab des Vaters Louis Braun ist eine Gedenktafel für ihn angebracht. Zur Erinnerung an den Sportler gibt es in Berlin die Hanns-Braun-Straße.

## Ausstellungen
- 2012: Der Panoramamaler Louis Braun 1836-1916. Vom Skizzenblatt zum Riesenrundbild, Hällisch-Fränkisches Museum - Museum für Kunst- und Kulturgeschichte (Schwäbisch Hall)

## Galerie

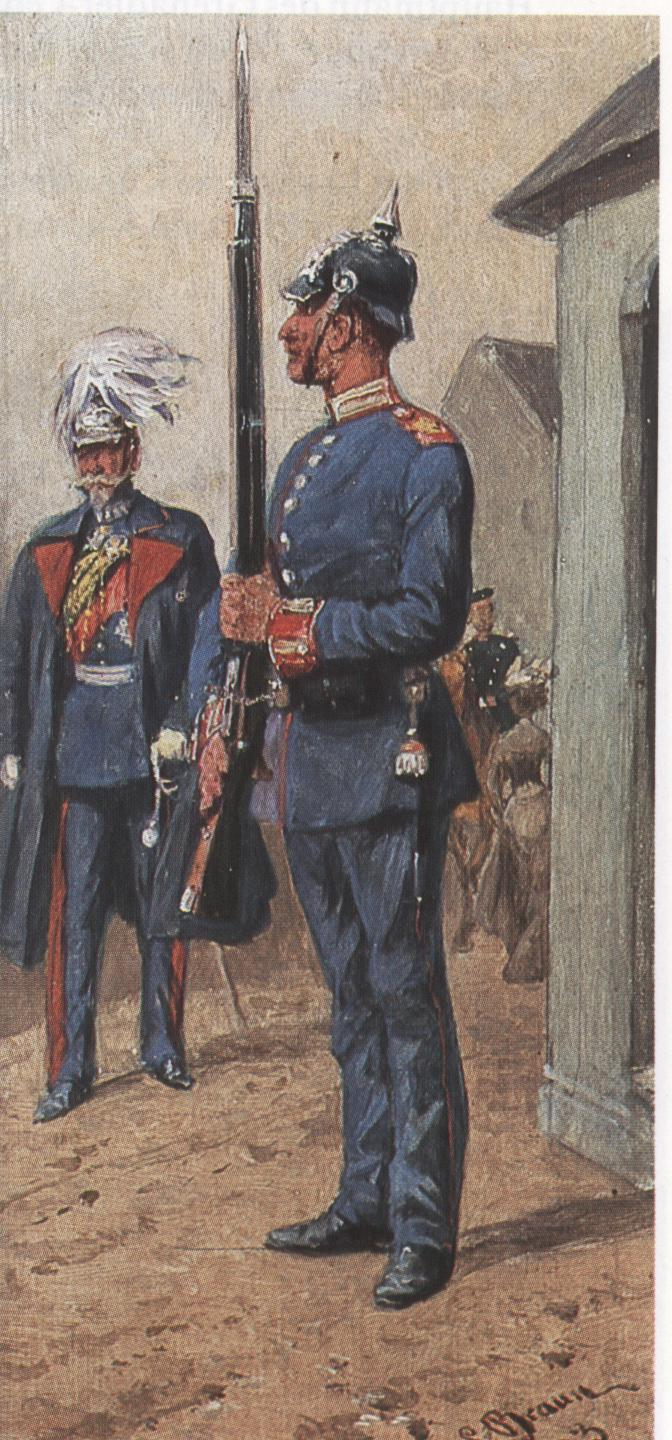
Wachposten vom Bayerischen Infanterie Leibregiment
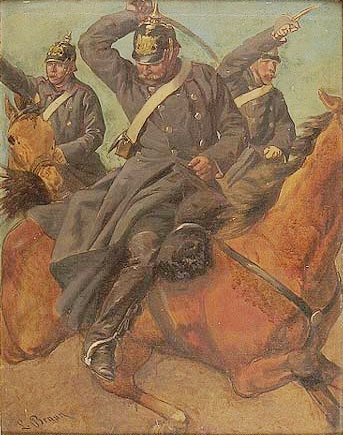
Württembergische Dragoner, 1870
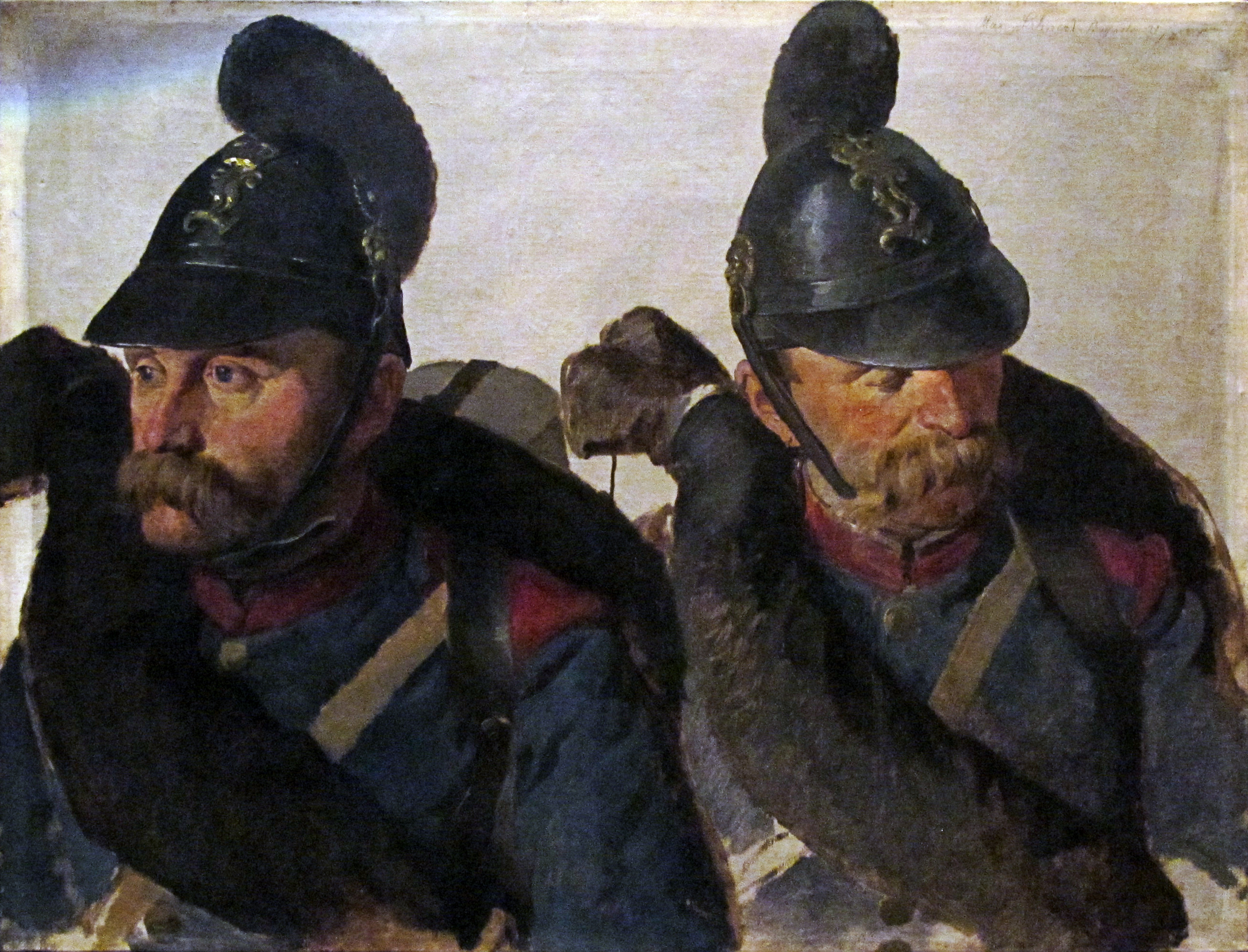
Bayerischer Infanterist Max Lehner, Krankenträger
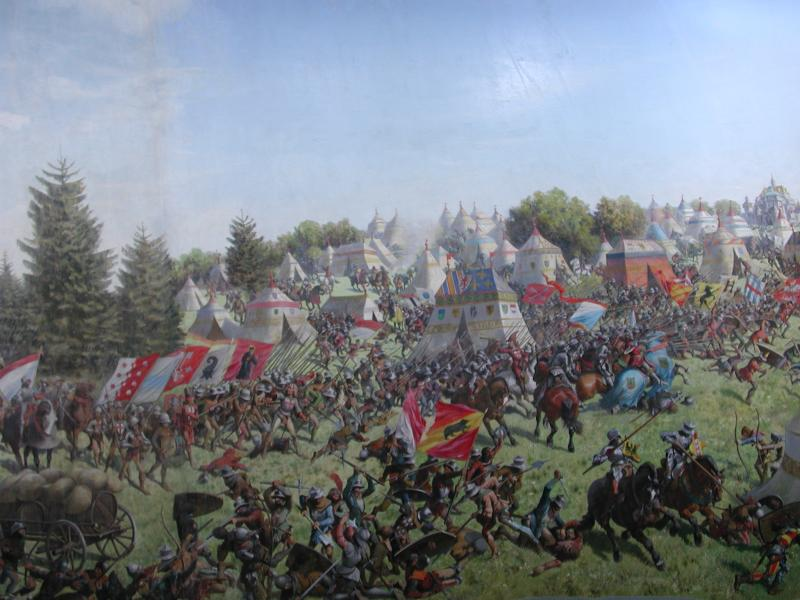
Ausschnitt aus Louis Brauns Panoramagemälde „Schlacht bei Murten“